# John Foster Kirk
John Foster Kirk, né le 23 mars 1824 à Fredericton et mort en 1904, est un historien, journaliste, éducateur et bibliographe américain.
Kirk reçoit une éducation privée en Nouvelle-Écosse et arrive aux États-Unis en 1842. De 1847 à 1859, il est secrétaire de l'historien William H. Prescott, qu'il accompagne en Europe en 1850 et dont il édite les ouvrages après sa mort. Il contribue à la North American Review, à l'Atlantic Monthly et à d'autres périodiques. Il est élu membre de société américaine de philosophie en 1864. En 1870, il s'installe à Philadelphie, où il édite le Lippincott's Monthly Magazine de 1870 à 1886. En 1886, il devient maître de conférences en histoire européenne à l'université de Pennsylvanie. En 1891, il publie un supplément en deux volumes au Critical dictionary of English literature de Samuel Austin Allibone.
La seconde femme de Kirk est la romancière Ellen Warner Olney, fille du géographe Jesse Olney.